# 전범기
전범기(戰犯旗, 영어: war criminal flag) 또는 전쟁범죄기(戰爭犯罪旗, 영어: war crimes flag)는 독일의 하켄크로이츠와 일본의 욱일기를 지칭하기 위해 한국 네티즌들과 언론에서 대략 2012년부터 본격적으로 사용하기 시작한 신조어이다.

## 유래
네이버와 구글 등의 기간별 검색에 의하면 2012년 이전에는 블로그 등 인터넷에서 네티즌들만 간혹 사용하였으나 2012년부터 언론에서도 사용하기 시작하면서 신조어로 정착하였다.
그렇기 때문에 당연히 법적으로, 학술적으로 통용되는 개념도 아니며 전범기라는 용어가 논문 등에 사용된 적도 없었다.

## 같이 보기
- 욱일기 - 일본제국
- 하켄크로이츠 - 나치독일
- 속간(파스케스) - 파시스트 이탈리아

## 참고 자료
- 팩트체크 ㅡ 욱일기는 전범기? 전범기는 없다.